# Markazí
Markazí je íránská provincie. Nachází v západní části země a je jednou z 31 íránských provincií. Největším městem je Arák. Rozloha je 29 130 km² a v roce 2005 zde žilo 1 361 394 obyvatel, z nichž byla třetina z Aráku.